# Szilágyi Jolán
Szilágyi Jolán (férjezett nevén Szamuely Tiborné) (Székelyudvarhely, 1895. június 15. – Budapest, 1971. július 7.) festőművész, grafikus, karikaturista. Szamuely Tibor felesége.

## Élete
Szilágyi Albert (1851–1911) gimnáziumi tanár és Légrády Eugénia (Jenny) lánya. 1914 és ’16 között az Iparrajziskola növendéke volt. A következő két év nyarán a nagybányai művésztelepen alkotott. 1917 és 1919 között Kernstok Károly és Rippl-Rónai József szabadiskolájában tanult. Alkotásaival több kiállításon nyert díjat. 1918-ban Bíró Mihállyal megalakította a grafikusművészek szakszervezetét. A Tanácsköztársaság alatt a Művelődési Népbiztosság titkára volt. Részt vett Kernstok Károly nyergesújfalui szabadiskolájának munkájában.
A Tanácsköztársaság bukása után Ausztrián keresztül Olaszországba emigrált. 1921–22-ben Moszkvában a Vhutemasz rajziskolában tanult. Innen Berlinbe települt át, ahol Németország Kommunista Pártja KB-jának agitációs és propagandaosztályán volt rajzoló. Mellette a Die Rote Fahnénak és több német vicclapnak volt munkatársa.
1933-ban el kellett hagynia a német fővárost; a következő évtől a Szovjetunióban élt. A Sarló és Kalapácsnak, a Крокодил-nak és más szovjet lapoknak dolgozott. 1935 és ’38 között Leningrádban képezte tovább magát. Visszatért Moszkvába, megfordult Kirgíziában, Frunzében; tájképeket, portrékat, plakátokat alkotott.
1948-ban tért vissza Magyarországra. 1955-ig az Új Világ című lapnak rajzolt és írt művészeti cikkeket. 1949-ben, 1956-ban és 1969-ben volt önálló kiállítása Budapesten, 1971-ben Kelet-Berlinben. Csoportos kiállításokon többször is részt vett.

## Könyvei
- Karikatúrák. Budapest, 1959. Képzőművészeti Alap Kiadóvállalata. [Szilágyi Jolán néven]
- Emlékeim. Budapest, 1966. Zrínyi Katonai Kiadó. [Szamuely Tiborné Szilágyi Jolán néven, saját illusztrációival]

## Díjai, elismerései
- 1950 – Munkácsy Mihály-díj
- 1968 – Munka Érdemrend arany fokozata
- 1970 – Közös harc, közös győzelem érdemérem (NDK)